# Wolfgang Plenert
Wolfgang Hermann Emil Plenert (* 7. November 1921 in Forst (Lausitz); † 25. Oktober 2000 in Jena) war ein deutscher Pädiater und Hochschullehrer.

## Leben
Plenerts Jugend und Studium waren durch die Geschehnisse des Zweiten Weltkriegs geprägt. Nach Heimkehr aus sowjetischer Kriegsgefangenschaft 1948 konnte er sein Studium fortsetzen. An der Universität Greifswald wurde Plenert habilitiert und zum Dozenten berufen. Seit dem Jahr 1961 war er als Erster Oberarzt an der Universitätskinderklinik Rostock tätig. Im Jahr 1965 akzeptierte er einen Ruf auf den Lehrstuhl für Kinderheilkunde an der Universität Jena. Dort war er auch Direktor der Kinderklinik. Er strukturierte die Kinderklinik neu und schuf ab 1968 ein System von vergleichsweise selbständigen Fachabteilungen, das später von zahlreichen medizinischen Einrichtungen in der DDR übernommen wurde. Er bemühte sich zur Zeit der DDR auch um einen intensiven Austausch mit westdeutschen Fachkollegen. Plenert war von 1970 bis 1992 Herausgeber der Zeitschrift Kinderärztliche Praxis und verfasste zahlreiche wissenschaftliche Publikationen. Er gründete die Arbeitsgruppe „Leukäumie im Kindesalter“ und leitete damit in der DDR die wissenschaftliche Beschäftigung mit Krebstherapien im Kindesalter ein. Er war zudem Gründungsmitglied der Fachgesellschaften European Society of Paediatric Gastroenterology and Nutrition (ESPGAN) und der European Society of Paediatric Haematology and Immunology. In den Jahren 1969–1976 war er Vorsitzender der Gesellschaft für Pädiatrie der DDR. 1974 wurde er als Verdienter Arzt des Volkes geehrt. Plenert erhielt 1976 „für seine wissenschaftlichen Leistungen in der Kinderheilkunde, insbesondere seine Forschungsergebnisse bei der Bekämpfung von Leukosen“ den Nationalpreis der DDR III. Klasse für Wissenschaft und Technik. Plenert war Ehrenmitglied der Deutschen Gesellschaft für Kinderheilkunde und Jugendmedizin, der Gesellschaft für Pädiatrische Onkologie und Hämatologie und der Gesellschaft für Sozialpädiatrie. 
Im Jahr 2000 starb Plenert an einer Leukämie-Erkrankung.

## Schriften (Auswahl)
- mit Willi Heine: Normalwerte. Untersuchungsergebnisse beim gesunden Menschen unter besonderer Berücksichtigung des Kindesalters. 6., völlig überarb. u. erg. Aufl., Basel u. a. 1984, ISBN 978-3-8055-3896-1.
- mit Willi Heine: Labordiagnostik. Untersuchungsergebnisse bei kranken Menschen unter besonderer Berücksichtigung des Kindesalters. 3., überarb. Aufl., Verlag Volk und Gesundheit, Berlin 1985.
- Praktische pädiatrische Therapie. 2., überarb. Aufl., Thieme, Leipzig 1988, ISBN 978-3-7404-0045-3.